# 趙惟煕
趙 惟熙（ちょう いき）は清末民初の政治家。中華民国の初代甘粛都督。字は芝珊。

## 事跡
1889年（光緒15年）、己丑科進士。翰林院編修となり、陝西省・貴州省で学政（省級における教育部門の長）となった。1900年代に入ると、甘粛省で寧夏知府、巡警道を歴任。
1912年（民国元年）3月、初代甘粛都督に任命され、民政長を兼任。民国3年（1914年）3月、参政院参政として北京に異動し、約法会議議員にもなった。
1917年（民国6年）12月30日、死去。